# Johann Georg Kohl

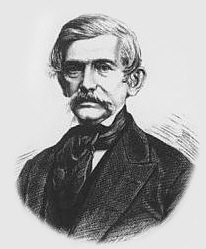
Johann Georg Kohl

Johann Georg Kohl, född 28 april 1808 i Bremen, död där 28 oktober 1878, var en tysk skriftställare.
Kohl vistades 1830-38 i Ryssland, varefter han bosatte sig i Dresden och 1841 utgav några med bifall mottagna reseskildringar från olika delar av det europeiska Ryssland. Under de närmast följande tolv åren besökte Kohl nästan alla övriga länder i Europa samt utgav en ansenlig mängd beskrivningar över dessa sina resor, varefter han 1854 företog en resa till Nordamerikas förenta stater. Återkommen därifrån 1858, slog han sig ned i sin födelsestad, Bremen, där han 1863 blev stadsbibliotekarie. I Nya världens upptäcktshistoria gjorde Kohl grundliga forskningar och skrev i dithörande ämnen flera värdefulla arbeten.
Kohls reseskildringar från Skottland och Danmark finns i svensk översättning (1846, 1847).

## Verk (urval)
- Die deutsch-russischen Ostseeprovinzen, oder Natur- und Völkerleben in Kur-, Liv- und Esthland (1841)
- Reisen in Südrußland, Dresden und Leipzig (1841)
- Reisen im Inneren von Rußland und Polen, Dresden und Leipzig (1841)
- De Ukraine en Klein-Rusland (1844)
- Reiseberichte über Österreich, das bayrische Hochland, Dänemark und Großbritannien (1842–1846)
- Reise durch Dänemark und die Herzogthümer Schleswig und Holstein (1846)
- Reiseberichte über die Niederlande, Istrien, Dalmatien und Montenegro und das südöstliche Deutschland (1850–1852)
- Reisen in Canada (1856)
- Reisen im Nordwesten der Vereinigten Staaten (1858)
- Kritische Erläuterungen zu den beiden ältesten Generalkarten von Amerika aus den Jahren 1527 und 1529 (1860)
- Nordwestdeutsche Skizzen (1864)
- Geschichte des Golfstromes und seiner Erforschung (1868)
- History of the east coast of North America (1869, med 22 kartor)
- Geschichte der Entdeckungsreisen und Schifffahrten zur Magellanstrasse (1877)
- Bemerkungen über die Verhältnisse der deutschen und dänischen Nationalität und Sprache im Herzogtum Schleswig (1847)
- Die Völker Europas (i samlingsverket "Volkskosmos", andra upplaga 1872)
- Die natürlichen Lockmittel des Völkerverkehrs (1877)